# Далматински език
Далматинският е изчезнал романски език, който някога се е говорел по далматинското крайбрежие на Хърватия и на юг до Котор в Черна гора.
Говорещите далматински са живели в крайбрежните градове и села: (Зара, Трау̀, Спалато, Рагуза и Катаро), като всеки от тези градове е имал свой собствен диалект, а също и на островите Велия, Черсо и Арбе.
В днешно време „далматински“ се често се нарича чакавският диалект на хърватския език, който се говори в Далмация и съдържа много думи, заети от италиански, както и някои от немски и турски. Този диалект и първоначалният далматински език обаче не са свързани, и не трябва да се бъркат. Далматинският е близък до истрийския, който е различен от истрорумънския.

## Диалекти
Почти всеки град по далматинското крайбрежие развива свой собствен диалект, но повечето от тях изчезват преди да бъдат описани, така че единствената информация за тях са някои думи, запазили се в местните хърватски диалекти.
Най-важните диалекти, за които има информация, са:
- Велиотски – северен диалект, говорен на остров Велия (Крък)
- Рагузки – южен диалект, говорен на Рагуза (Дубровник)
- Зарински – диалектът, говорен в Зара (Задар)

Първите два са най-добре познати и изглежда, че са били разделени в продължение на повече от 500 години. Заринският диалект изчезва заради силното венецианско влияние, а другите диалекти заради асимилация от говорещите славянски езици.

### Рагузки
Рагузкият е южният диалект и наименованието му идва от италианското име на Дубровник, Рагуза. Знаем за него от две писма от 1325 и 1397 година (и от други средновековни текстове), но те показват един език, силно повлиян от венецианския, а не чист далматински. Някои запазили се думи са pen (хляб), teta (баща), chesa (къща) и fachir (правя). Те са били цитирани от италианеца Филипо Диверси, който е бил директор на едно училище в Дубровник през трийсетте години на петнайсети век.
Рагузката република играе важна роля през Средновековието, но постепенно влиянието ѝ намалява. Знае се, че далматинският е застрашен от славянската експанзия, тъй като Дубровнишкият сенат решава, че всички дебати трябва да се водят на lingua veteri ragusea (древен рагузки език), а използването на lingua sclava (славянски – хърватски) е забранено. Но през 16 век рагузкият излиза от употреба и изчезва.

### Велиотски
Велиотският е северният диалект и наименованието му идва от италианското име на Крък, Велия, остров в залива Кварнер. На един надпис от началото на 4 век, Крък е наречен „Splendissima civitas Curictarum“. Хърватското име произлиза от римското название на острова (Curicum, Curicta), а по-новото название Vecla – Vegla – Veglia (означаваща „Стар Град“) се появява през Средновековието.
Последният човек, говорещ някакъв далматински диалект е Туоне Удайна (на италиански: Антонио Удина), убит от мина на 10 юни 1898 година. Неговият език е изучен от италианския учен Матео Джиулио Бартоли, който го посещава през 1897 и записал хиляди думи, истории и разкази от живота му, издадени в книга с италиански превод. Изданието предоставя много информация за лексиката, фонологията и граматиката на езика. Бартоли пише на италиански и издава превод на немски (Das Dalmatische) през 1906. Ръкописите на италиански обаче били изгубени и нов превод на труда не е направен до 2001.

## История
Римляните завземат територията на Илирия между 229 пр.н.е. и 155. Търговците и властите употребяват латински и местните жители изоставят езика си за сметка на латинския (всъщност за сметка на „простонародния латински“). Няколко римски императора имат илирийски произход: Аврелиан, Диоклециан и Константин I.
След разпадането на Западната Римска империя, в Илирия продължава да се говори латински и езикът се развива относително самостоятелно от другите романски езици, преминавайки през местен диалект и обособявайки се най-накрая в отделен език.
Първото свидетелство за езика е от 10 век, като се смята, че по това време езикът се говори от около 50 000 души.
Далматинският е повлиян от други езици – предимно от славянски, но без да изчезнат латинските му корени. По-късно езикът изпитва силно влияние от венетския език. Няколко града в областта имат италиански имена.
Най-старите запазени документи, написани на далматинския, са няколко инвентара от 13 век, които са на рагузки диалект. Писмо от 14 век от Задар показва силно венецианско влияние, което малко по-късно води до отмирането на езика.

## Отличителни черти
Някога смятан за език, запълващ празното място между румънския език и италианския, далматинският е само далечно свързан със съседните румънски диалекти – почти изчезналия истрорумънски език, който се говори в съседна Истрия,
Хърватия.
Някои от отличителните белези на далматинския са доста архаични. Той например е единият от двата романски езика (другият е сардинският), които не палатализирали /k/ и /g/ пред /e/ и /i/: латински cenare > велиотски: kenur (вечерям).
Някои от думите му са се съхранили като заемки в южнославянските езици като например в хърватския, а освен това има и няколко в албанския.

### Прилика с румънския
Най-вече някои звукови изменения на съгласни, характерни за далматински и румънски:
| източник | изменение | Латински | Велиотски | Румънски | Италиански | Значение |
| -------- | --------- | -------- | --------- | -------- | ---------- | -------- |
| /kt/     | /pt/      | octo     | guapto    | opt      | otto       | осем     |
| /gn/     | /mn/      | cognatus | comnut    | cumnat   | cognato    | сроден   |
| /ks/     | /ps/      | coxa     | copsa     | coapsa   | coscia     | бедро    |

Запазени са също думи от простонародния латински език, които не се срещат в други романски езици, апример:
- латински ex-cotere > румънски scoate, далматински skutro (вадя), липсва в други романски езици.
- латински singulus > далматински sanglo, румънски singur (сам), повечето от останалите романски езици използват производни думи на solus.

Също така бъдеще време се образува с глагола „ща, искам“ (точно както е в румънския и в други езици от балканския езиков съюз.

### Лексика
Далматинският е запазил латински думи, отнасящи се до градския живот, които са изгубени в румънския. Това се дължи на активния градски живот в градовете държави по Адриатическото крайбрежие, докато румънците са живели изолирано в малки планински селища по време на великото преселение през тъмните векове.
Също така за разлика от румънския в далматински няма никакви думи от тракийски или илирийски произход, тъй като говорещите го от самото начало са колонизатори, а не латинизирано население.
Най-голямо влияние върху езика оказват ретороманският, след това венецианският език, тъй като търговското и политическото влияние на Венеция нараства. Чакавският диалект и дубровнишкият щокавски диалект в Хърватско, които се говорят извън градовете след заселването на славяните в Далмация, навлизат в градовете през 16 век. Така постепенно славянският напълно измества далматинския като език на ежедневното общуване.

### Граматика
Наблюдава се склонност към аналитизиране на далматинския език: съществителните и прилагателите започват да губят окончанията си за род и число, падежите при имената напълно изчезват и се опростяват глаголните спрежения.
Определителният член се поставя пред името, за разлика от източнороманските езици (като румънския), които го поставят зад името.

## Примери от езика
Ето примери от Отче наш на далматински, италиански, истрорумънски и дакорумънски:
| Далматински                                               | Италиански                                             | Истрорумънски                                     | Дакорумънски                                            |
| --------------------------------------------------------- | ------------------------------------------------------ | ------------------------------------------------- | ------------------------------------------------------- |
| Tuota nuester, che te sante intel sil,                    | Padre nostro, che sei nei cieli,                       | Ciace nostru car le şti en cer,                   | Tatăl nostru care eşti în ceruri,                       |
| sait santificuot el naun to.                              | sia santificato il tuo nome.                           | neca se sveta nomelu teu.                         | sfiinţească-se numele tău.                              |
| Vigna el raigno to.                                       | Venga il tuo regno.                                    | Neca venire craliestvo to.                        | Vie împărăţia ta.                                       |
| Sait fuot la voluntuot toa, coisa in sil, coisa in tiara. | Sia fatta la tua volontà, come in cielo così in terra. | Neca fie volia ta, cum en cer, aşa şi pre pemint. | Facă-se voia ta, precum în cer, aşa şi pe pământ.       |
| Duote costa dai el pun nuester cotidiun.                  | Dacci oggi il nostro pane quotidiano                   | Pera nostre saca zi de nam astez.                 | Pâinea noastră cea de toate zilele dă-ne-o nouă astăzi. |
| E remetiaj le nuestre debete,                             | E rimetti a noi i nostri debiti,                       | Odproste nam dutzan,                              | şi ne iartă nouă păcatele noastre,                      |
| coisa nojiltri remetiaime a i nuestri debetuar.           | come noi li rimettiamo ai nostri debitori.             | ca şi noi odprostim a lu nostri dutznici.         | precum şi noi iertăm greşiţilor noştri.                 |
| E naun ne menur in tentatiaun,                            | E non ci indurre in tentazione,                        | Neca nu na tu vezi en napastovanie,               | Şi nu ne duce pe noi în ispită,                         |
| miu deleberiajne dal mal.                                 | ma liberaci dal male.                                  | neca na zbăveşte de zvaca slabe.                  | ci ne mântuieşte de cel rău.                            |